# Pompe à l'huile
La pompe à l'huile (AFI: [pɔ̃p alɥil]; occitano: poumpo à l'oli, pompa a l'òli, letteralmente "pompa dell'olio") è un pane dolce francese della Provenza, spesso cucinato durante le feste come il Natale o l'Epifania.

## Descrizione
Definito una via di mezzo tra un pane e una brioche, la pompe à l'huile è una sorta di focaccia dolce della tradizione provenzale e meridionale, preparata in particolare per il réveillon, la grande cena della vigilia di Natale francese. In Provenza è uno dei "tredici dolci" (treize desserts) natalizi.
La pompe à l'huile viene fatta partendo da un impasto. E' a base di farina di frumento, olio di oliva, lievito e zucchero ed eventualmente aromatizzato con acqua di fiori d'arancio. Può essere consumata fresca. Il suo alto contenuto di olio le permette una conservazione di diversi giorni.